# Vagnas
Vagnas is een gemeente in het Franse departement Ardèche (regio Auvergne-Rhône-Alpes) en telt 520 inwoners (2005). De plaats maakt deel uit van het arrondissement Largentière.

## Geografie
De oppervlakte van Vagnas bedraagt 23,9 km², de bevolkingsdichtheid is 21,8 inwoners per km².

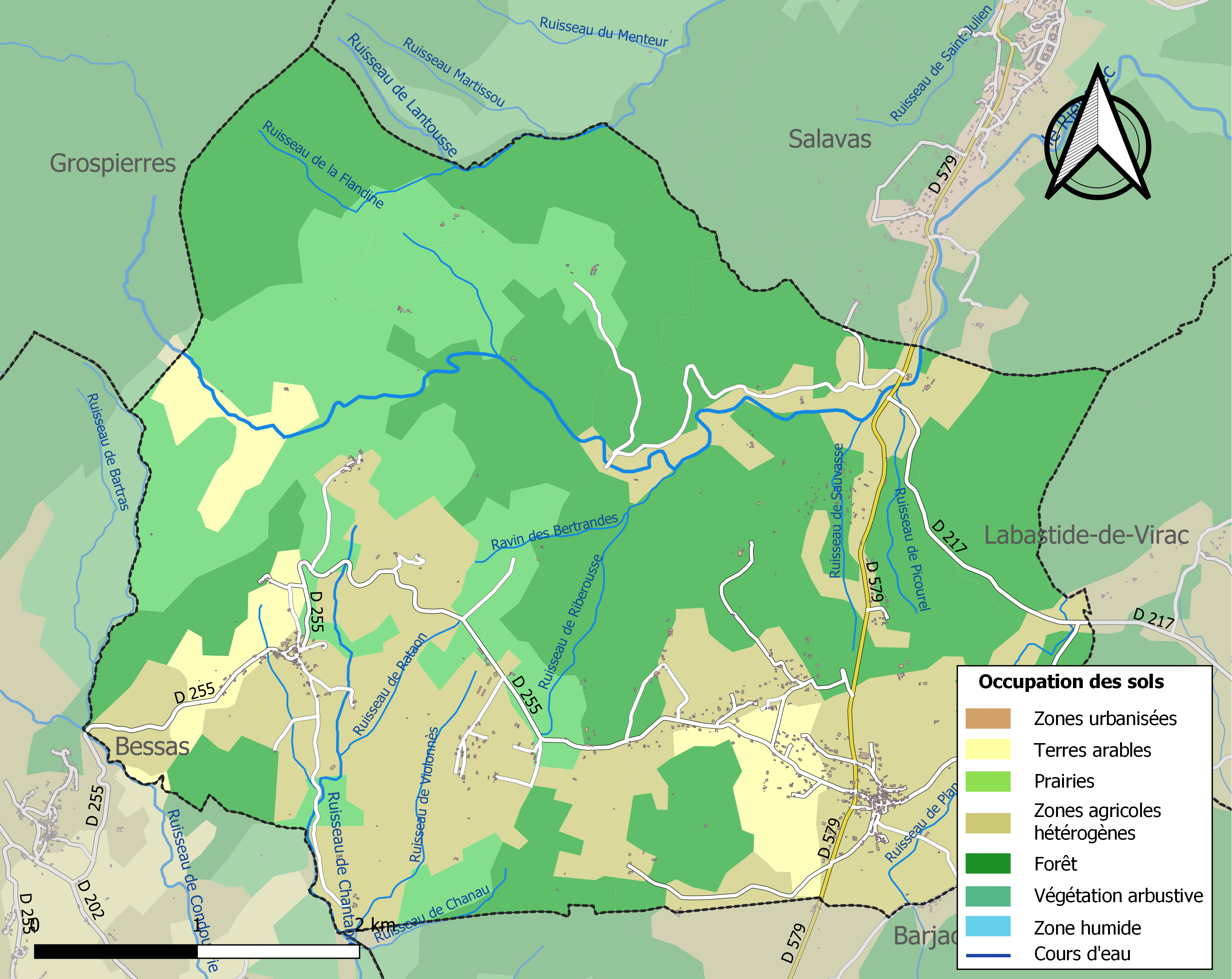
Kaart van de gemeente met belangrijkste infrastructuur, bodemgebruik en omliggende gemeenten

## Demografie
Onderstaande figuur toont het verloop van het inwonertal (bron: INSEE-tellingen).

Vanwege een beveiligingsprobleem met de MediaWiki Graph-software is het momenteel niet mogelijk deze grafiek weer te geven. Zodra de software is bijgewerkt zal de grafiek vanzelf weer zichtbaar worden.

## Bezienswaardigheid
- het Parc animalier des Gorges de l'Ardèche